# Elecciones presidenciales de Colombia de 1910
Las elecciones presidenciales de Colombia de 1910 se celebraron el 15 de junio de ese año para elegir al Presidente de la República para el periodo 1910-1914, resultando elegido Carlos E. Restrepo. Esta elección la efectuó la Asamblea Constituyente convocada para hacer reformas a la Constitución de 1886.

## Cambios al sistema electoral
De acuerdo con la Constitución política vigente, la elección presidencial se hacía mediante el sistema de sufragio indirecto, a través de un colegio electoral conformado en representación de un diputado por cada mil habitantes.
Rafael Reyes, elegido presidente para el periodo 1904-1910, gobernó hasta marzo de 1909 cuando fue obligado a renunciar por la presión de grupos opositores. En ese ambiente de crisis institucional el presidente interino, Ramón González Valencia, convocó a una Asamblea Constituyente para reunirse en 1910. Esta asamblea se compuso de 45 diputados elegidos en relación de tres por cada una de las quince circunscripciones electorales, en proporción de dos en representación del Partido Conservador y uno por el Liberal.
Dentro de las reformas realizadas, la Asamblea redujo el periodo presidencial de seis a cuatro años, suprimió la reelección inmediata, eliminó la vicepresidencia y modificó el sistema de elección presidencial a través del sufragio directo, el cual debía entrar en vigor desde 1914.

## Candidatos
| Candidato | Candidato | Candidato                                         | Formación | Cargos públicos |
| --------- | --------- | ------------------------------------------------- | --------- | --- |
|           |           | Carlos Eugenio Restrepo 43 años Unión Republicana | Abogado   | - Rector de la Universidad de Antioquia (1901-1902) |
|           |           | José Vicente Concha 43 años                       | Abogado   | - Ministro de Guerra de Colombia (1901-1902) - Embajador de Colombia en Italia (1902)                                                                                             |
|           |           | Guillermo Quintero Calderón 78 años               | Militar   | - Ministro de Gobierno de Colombia (1900-1902) - Ministro de Guerra de Colombia (1900) - Designado a la Presidencia de Colombia (1894-1896) - Gobernador de Santander (1888-1890) |

## La elección presidencial
La Asamblea también dispuso elegir al Presidente de la República para el nuevo periodo constitucional 1910-1914. Para tal fin se presentaron como candidatos tres políticos formados en el conservatismo: el antioqueño Carlos E. Restrepo, militante del movimiento suprapartidista conocido como Unión Republicana; el abogado y diplomático José Vicente Concha y Guillermo Quintero Calderón, veterano general que ya había ocupado la jefatura del Estado en 1895 como presidente encargado.
La elección se efectuó el 15 de junio, con asistencia de 43 diputados y con el siguiente resultado:
| Candidato a presidente      | Partido o movimiento | Votos |
| --------------------------- | -------------------- | ----- |
| Carlos Eugenio Restrepo     | Unión Republicana    | 23    |
| José Vicente Concha         | Conservador          | 18    |
| Guillermo Quintero Calderón | Conservador          | 2     |